# Hohenstaufen (brdo)
Hohenstaufen je planina u sredogorju Švapskoj Juri visine 684 m. Zajedno s Rechbergom i Stuifenom, čini tzv. " planine tri Cara". Lako je vidljivo iz malog gradića Lorcha, izdiže se nad šumama koje je prethodno zauzeo Staufer dvorca Hohenstaufena je sada u ruševinama. 
Na brdu postoje mnoge pješačke staze koje su lako dostupna iz tri različita ulaza.
Ime je izvedeno iz oblika brda, koja tvori oblik kaleža ("Stauf").